# Bulbophyllum salaccense
Bulbophyllum salaccense là một loài phong lan thuộc chi Bulbophyllum.